# Parahyliota serratus
Parahyliota serratus es una especie de coleóptero de la familia Silvanidae.

## Distribución geográfica
Habita en Filipinas.